# Mithuna strigifera
Mithuna strigifera är en fjärilsart som beskrevs av George Francis Hampson 1900. Mithuna strigifera ingår i släktet Mithuna och familjen björnspinnare. Inga underarter finns listade i Catalogue of Life.